# Pałac w Wierzchowicach (powiat polkowicki)
Pałac w Wierzchowicach – zabytkowy pałac we wsi Wierzchowice (powiat polkowicki), w Polsce, w województwie dolnośląskim, w gminie Gaworzyce.

## Historia
Obiekt wybudowany w XIX w. jest częścią zespołu pałacowego  i folwarcznego, w skład którego wchodzą jeszcze: park, oficyna mieszkalna, spichrz z młynem, wozownia ze stajnią, dwie stodoły.